# Krwawa Opera
Krwawa Opera (ang. The Blood Opera Sequence) – trylogia napisana przez Tanith Lee, angielską autorkę powieści grozy. Opowiada historię rodziny wampirów, Scarabae. Trylogia została wydana w Polsce w roku 1995 przez wydawnictwo Amber.

## Książki w serii
| Numer w serii | Polski tytuł     | Oryginalny tytuł  | Oryginalny nr ISBN | Polski nr ISBN     | Data oryginalnego wydania | Przypis |
| ------------- | ---------------- | ----------------- | ------------------ | ------------------ | ------------------------- | ------- |
| 1             | Mroczny taniec   | Dark Dance        | ISBN 0-440-21274-X | ISBN 83-7082-833-7 | 1 listopada 1992          | [ 1 ]   |
| 2             | Mroczne dusze    | Personal Darkness | ISBN 0-316-90352-3 | ISBN 83-7169-063-0 | 1993                      | [ 2 ]   |
| 3             | Zwycięstwo mroku | Darkness, I       | ISBN 0-312-13956-X | ISBN 83-7169-779-1 | 1994                      | [ 3 ]   |